# Parque nacional Grutas de Cacahuamilpa
El parque nacional Grutas de Cacahuamilpa es un Área Natural Protegida mexicana que, según la Comisión Nacional de Áreas Naturales Protegidas de la Secretaría de Medio Ambiente y Recursos Naturales (Semarnat), está dentro de la categoría de parque nacional. Se encuentra en la Sierra Madre del Sur, al norte del estado de Guerrero, y comprende parte de los municipios de Pilcaya y Taxco de Alarcón. Tiene una superficie total de 1598.26 ha, y fue decretada como parque nacional el 23 de abril de 1936 por el presidente de la República, Lázaro Cárdenas del Río. Consideradas entre las más impresionantes del mundo, guardan en su interior una interminable serie de caprichosas figuras que causan la admiración de todos los visitantes.

## Etimología
La palabra Cacahuamilpa deriva de las palabras en lengua Náhuatl Cacahuatl = cacao, milli = sementera/parcela sembrada y pan = Encima de o sobre, por lo que la traducción más aceptada es "Sobre el sembradío de cacao". Sin embargo también se podría traducir como "En la sementera de Cacao" puesto que estrictamente cacao proviene de la palabra náhuatl cacahuatl y cacahuate proviene de la palabra tlalcacahuatl.

## Historia
Desde la época prehispánica la zona fue ocupada por tribus chontales, posteriores a los olmecas, que utilizaban las cavernas para realizar ceremonias religiosas y culto a sus dioses. En 1834 que las grutas fueron descubiertas por Manuel Sainz de la Peña Miranda y hasta un siglo después, en el año de 1936 el área que comprende las grutas, fue decretado como parque nacional por Lázaro Cárdenas del Río, presidente de la república en ese entonces. Según decreto de creación del parque nacional publicado el 23 de abril del mismo año en el Diario Oficial de la Federación, el parque se creó "Con la intención de conservar los sitios de interés nacional que reporten beneficios a las regiones donde se encuentran, mejorando sus condiciones naturales para hacerlos más accesibles y atractivos para el turismo, y por ser además éste un lugar muy admirado como una obra de la naturaleza".

El parque cuenta con una superficie de 1600 ha. (por decreto), las cuales quedaron a cargo del Departamento Forestal de Caza y Pesca del gobierno del estado. Sin embargo el área resultó afectada por actividades humanas debido a la falta de un instrumento de manejo dentro del parque. Según el último cálculo la superficie del parque es de 1598.26 ha.

La administración del parque ha pasado a través de varias instancias federales y estatales. En 2006 la administración quedó a cargo del gobierno del estado de Guerrero, sin embargo a nivel local es administrado por los representantes de las comunidades de Cacahuamilpa, El Transformador y Crucero de Grutas.

## Fisiografía
El Parque se encuentra ubicado dentro de la provincia fisiográfica de la Sierra Madre del Sur y dentro de la Subprovincia de la Cuenca del Balsas-Mezcala. Esta es una zona montañosa en la que abundan rocas calizas de origen marino, formadas a lo largo de millones de años. 

Los principales rasgos geomorfológicos del parque están definidos por la presencia de lomeríos y profundas cañadas; sin embargo, el rasgo más sobresaliente es la entrada a las grutas, que se localiza dentro de la barranca de Limotitla.
Las principales elevaciones dentro del parque son:
- Al norte, el cerro El Jumil con una altura de 1740 m s. n. m.
- Al este, el cerro Temasol con una altura de 1480 m s. n. m.

## Hidrología
Dentro del parque confluyen los ríos San Jerónimo y Chontalcoatlán, ambos provenientes del Estado de México. Las aguas del río Chontalcoatlán nacen en el Nevado de Toluca en el Estado de México. Pasa por la barranca de Malinaltenango y por el poblado de Chontacoatlán, de donde toma su nombre. Posteriormente llega al cerro Otlaltepec lugar en donde se interna al subsuelo, recorriendo 5.8 km hasta el lugar conocido como Dos Bocas dentro del parque. En 1972 se encontró una gran formación de 18 metros de alto por 30 metros de largo, en el trayecto del río en el subsuelo. A esta formación se le denominó Gran Fuente Monumental "Vicente Guerrero" Monumento Nacional a la Bandera, siendo el único monumento subterráneo dedicado a una insignia nacional en el mundo.
Por otro lado el río San Jerónimo también nace en Estado de México, en los manantiales de San Pedro Zictepec. Posteriormente pasa cerca de Tenancingo y por el poblado de San Jerónimo de donde toma su nombre y posteriormente se interna en la barranca de San Gaspar en el mismo estado. Por último llega al cerro de El Jumil y corre de manera subterránea hasta llegar al cerro Otlaltepec y al lugar conocido como Dos Bocas.
Aproximadamente a 300 m a la izquierda y abajo de las Grutas de Cacahuamilpa se encuentra Dos Bocas, sitio donde se encuentran los ríos Chontacoatlán y San Jerónimo provenientes del estado de México. En este punto nace el río Amacuzac, uno de los mayores afluentes al río Mezcala, o Río Balsas.

### Disponibilidad de agua
El Parque también puede ser considerado como reservorio de agua, porque en su seno se encuentran los ríos San Jerónimo y Chontalcoatlán, estos se internan bajo el cerro La Corona y emergen por el lado sur dando lugar al Río Amacuzac, así como a los arroyos Las Grutas y Las Bocas.

## Clima
El clima dentro del parque es cálido subhúmedo con lluvias en verano. La temperatura media anual es de 21.6 °C y la precipitación media anual es de 1492.9 mm. La estación húmeda está determinada en gran medida por las masas marítimas tropicales y los ciclones que se forman en el verano.

## Biodiversidad
De acuerdo al Sistema Nacional de Información sobre Biodiversidad de la Comisión Nacional para el Conocimiento y Uso de la Biodiversidad (CONABIO), en el Parque Nacional Grutas de Cacahuamilpa habitan más de 580 especies de plantas y animales de las cuales 17 se encuentra dentro de alguna categoría de riesgo de la Norma Oficial Mexicana NOM-059  y 23 son exóticas,

### Flora
Dentro del Parque el tipo de vegetación dominante es la selva baja caducifolia o bosque tropical caducifolio, que se caracteriza por marcada estacionalidad pues en época seca la mayor parte de la vegetación suele perder sus hojas. Esta cubre el 72.3% de la extensión total (incluyendo la porción con vegetación secundaria) y se puede encontrar al norte del parque en los alrededores de la comunidad de Cacahuamilpa, al oeste en los cerros La Corona, Las Bocas y Las Sillas, y al este y centro del parque. El pastizal inducido ocupa el 14.5% del parque, mientras que la vegetación riparia el 7.5% y la agricultura de temporal el 3%.  

Hasta el momento han sido identificadas dentro del Parque 527 especies de plantas, que corresponden a 362 géneros y 120 familias. Las familias más abundantes por número de géneros son: Poaceae (27), Fabaceae (23), Asteraceae (28), Cactaceae (9), Caesalpiniaceae(9) y Malvaceae (10). Algunas de las especies presentes en el parque son los copales y cuajiotes (Burseras), el pochote (Ceiba pentandra), el cazahuate (Ipomoea sp), el palo brasil (Haematoxylon brasiletto), y amates (Ficus petiolaris). También se encuentran algunas especies suculentas como nopales (Opuntia sp), o magueyes (Agave sp,), además de abundar las bromelias muchas de ellas del género Tillandsia, los bejucos y enredaderas. En las cañadas se pueden encontrar especies arbóreas como Enterolobium cyclocarpum y Licanea arborea. No se han registrado la presencia de cactáceas candelebriformes como es el caso de otras áreas de selva baja caducifolia del estado.
|  |  |   |
|  |  | . |

### Fauna
Se han reportado un total de 8 especies de anfibios, 71 especies de reptiles, 64 especies de aves y 52 especies de mamíferos, sumando un total de 195 especies de vertebrados. Sin embargo la fauna silvestre se ha visto disminuida considerablemente por actividades humanas. Por ejemplo, algunas especies se consideran como fauna nociva y se les persigue y/o extermina. Este es el caso de algunos reptiles como Crotalus sp, Pitouphis lineaticollis y Micrurus browni. También sucede con algunas especies de aves de importancia cinegética especialmente de las familias Cracidae y Fringillidae. 
- Zorra gris (Urocyon cinereoargenteus)
- Puma (Puma concolor)
- Tigrillo (Leopardus wiedii)
- Nutria de agua dulce (Lontra longicaudis)

Las especies de Leopardus pardalis y L. weidii se encuentran en categoría de peligro, y Herpailurus yagouaroundi ésta clasificada como amenazada. 
Las especies dentro del área, de acuerdo con los pobladores de la región, también han visto reducidas sus poblaciones de manera notable. Lo anterior debido a la creciente afluencia de visitantes, la urbanización, el cambio en el uso de suelo, la cacería furtiva y los procesos de destrucción del hábitat original de estas especies. 
Se tienen reportadas 39 especies endémicas dentro del Parque (dos de peces, 20 de reptiles y 17 de aves). no obstante en lo que concierne a las especies en alguna categoría de riesgo y tomando como referencia la NOM-SEMARNAT-059-2001 (Protección ambiental-Especies Nativas de México de Flora y Fauna silvestre-Categoría de riesgo y especificaciones para su inclusión, exclusión o cambio-Lista de especies en riesgo) (D.O.F., 2001), en el Parque hay dentro del grupo de los reptiles, 10 amenazadas y 17 sujetas a protección especial; en el grupo de las aves, cinco especies amenazadas y una con protección especial. 
Con siete especies de Peces reportadas, Ictalurus balsanus y Notropis boucardi son endémicas para la cuenca del Río Amacazac; Astyanax fasciatus es nativa para la misma, y las cuatro especies Cyprinus carpio, Aequidens rivulatus, Heterandría bimaculata y Poeciliopsis gracilis, son introducidas.

## Nutria (Lontra longicaudis) un caso especial
Merece atención especial ya que funciona como un indicador de que el ecosistema acuático aún se mantiene en buen estado de conservación, tomando en cuenta que este mamífero mustélico puede funcionar como especie indicadora de la salud de un ecosistema; los reportes sobre la presencia de este mamífero que se han desarrollado han sido a partir registros indirectos (huellas y excretas), comentarios personales y avistamientos por parte del personal del Parque y visitantes. 
De acuerdo con la Norma NOM-059-SEMARNAT-2001 (Protección ambiental-Especies Nativas de México de Flora y Fauna silvestres- Categorías de riesgo y especificaciones para su inclusión, exclusión o cambio-Lista de especies en riesgo). L. longucaudis es una especie no endémica pero que se encuentra en la categoría A (amenazada); por lo tanto, se considera de suma importancia desarrollar proyectos de investigación dirigidos al conocimiento de su biología y al monitoreo permanente con la finalidad de conocer su estado actual; los resultados de estos proyectos permitirán a futuro aplicar acciones y estrategias dirigidas a la conservación del hábitat y por consiguiente, a la protección de esta especie. 

## Distancias y vías de acceso
Está situada a unos 52 km de la ciudad de Taxco sobre la carretera n.º 166, a 220 kilómetros sobre el puerto de Acapulco. A 66 kilómetros de Iguala de la Independencia, Guerrero. A 81 km de Cuernavaca, Morelos.

### Carreteras
- México - Cuernavaca - Alpuyeca - Grutas de Cacahuamilpa.
- México - Cuernavaca - Amacuzac - Mirador - Grutas.
- México - Cuernavaca - Puente de Ixtla - Michapa - Grutas.
- México - Toluca - Ixtapan de la Sal - Cacahuamilpa.
- México - Chilpancingo - Taxco - Grutas de Cacahuamilpa.
- México - Lerma - Metepec - Ixtapan de la Sal - Tonatico - Grutas Estrella - Grutas de Cacahuamilpa.
- México - Toluca - Tenancingo - Zumpahuacán - San Andrés - Michapa - Grutas de Cacahuamilpa.

Estos son los únicas formas de llegar ya que aún no se han construido nuevas vías cerca

## Espeleología
Las Grutas de Cacahuamilpa tienen una longitud total de apenas 2 km y son visitadas en su totalidad por los turistas. Tanto los guías locales como numerosas publicaciones turísticas hablan de muchos kilómetros más, pero esto es una leyenda, ya que la gruta fue mapeada en su totalidad desde 1971. Consiste en una sola galería de enormes dimensiones (30 a 80 m de ancho y 20 a 70 m de alto) separada en 15 salones por las distintas concreciones estalagmíticas, y termina bloqueada por derrumbes y concreciones (Bonet, 1971, Espeleología de la región de Cacahuamilpa, Gro., Boletín n.º 90, Instituto de Geología, UNAM).
Se trata de un antiguo cauce subterráneo del Río San Jerónimo, mismo que actualmente circula por un nivel inferior situado unos 100 metros abajo. En la región existen numerosas otras cavidades kársticas, como los ríos subterráneos de Chontalcoatlán y San Jerónimo, la Gruta de Carlos Pacheco, la Gruta de la Estrella y muchas otras que, aunque genéticamente están relacionadas con Cacahuamilpa, no están conectadas físicamente.

## Salones
1. Salón de pórtico:  Conocido así porque es el salón de entrada y por su luz natural. Este lugar tiene una altura de 960msm, un espesor de 50 metros, y presenta un desnivel de 20 metros desde la entrada.
2. Salón de los borregos: Se le llama así porque presentan estalagmitas con forma de borregos. La altura de este salón es de 24 metros del piso a la bóveda. El salón más alto, de 70 metros, se encuentra casi al final de la gruta. La temperatura promedio en su interior es de 21C con una humedad del 75%. En este salón se observan formaciones semejantes a una joroba conocidas como cascadas, coladas o colgadura.
3. Salón del beso o de los enamorados: Se le conoce así por la sombra que proyectan dos estalagmitas.
4. Salón de la aurora: Se le llama así por el efecto de la luz natural en la entrada de la gruta.
5. Salón de la trompa de elefante: Se identifica por la forma de una estalagmita.
6. Salón del negrito: En este lugar se filmaron algunas escenas de la película ¨Macario¨, con el actor Ignacio López Tarso. Un conjunto de velas representaba la vida de cada persona.
7. Salón de las cortinas: Este salón es refugio de miles de murciélagos frugívoros, insectívoros y nectarívoros.
8. Salón de los tronos: Es el salón más bajo de toda la gruta, con escasos 20 metros de altura. En este lugar se distinguen marcas de los niveles del agua cuando pasaba el río. Existe una figura llamada por su forma, el trono de la reina, en ella se combinaron la calcita en su estado más puro y los carbonatos de calcio en forma cristalizada que hace que la formación brille.
9. Salón de los querubines: Las diferentes coloraciones de las estalactitas y estalagmitas en este lugar son sorprendentes, lo cual puede deberse a la presencia de compuestos como el óxido ferroso (rojo), el óxido de cobre (verdoso) y la calcita en su estado natural (gris y blanco).
10. Salón de los panteones: Se le conoce así por los restos encontrados. En este lugar se observan la deformación de las rocas debido a la gran presión que ejercen unas sobre otras; además, el calentamiento que se genera entre ellas cuando llega a ocurrir un movimiento de rocas hace que éstas se doblen casi elásticamente, sin romperse.
11. Salón de plaza de armas: Lo forman dos grandes estalagmitas como torres de catedral. En este lugar Porfirio Díaz pasó revista de armas a sus soldados, hecho que da el nombre a este salón. Aquí se observa una escasa infiltración de agua por las pocas fisuras de la bóveda que permiten su paso.
12. Salón del pedregal del muerto: Se le llama así porque aquí se encontraron los restos de un inglés y su perro. Se cree que el descubrimiento de las Grutas de Cacahuamilpan se debe a un inglés, quien acompañado de su perro exploró este lugar a principios del siglo antepasado, pero nunca logró salir.
13. Salón puerto del aire: Se le dio este nombre porque en la cima hay una grieta por donde sale el aire; por este lugar cruzar el río subterráneo San Jerónimo.
14. Salón de Dante: Se le conoce así porque presenta una formación que asemeja el rostro de Dante Alighieri (Florencia, Italia, 1265-1321), poeta considerado una de las figuras más sobresalientes de la literatura universal.
15. Salón de la mujer dormida: Se le conoce así por la forma de una estalagmita. En este lugar también se comprueba el paso de río desde hace miles de años, ya que se observa un conglomerado compuesto de roca de canto rodado o roca de río junto con la arcilla pegada a un costado.
16. Salón de los cirios o agua bendita: Llamada así por dos formaciones semejantes a cirios o velas. En este lugar el Obispo de Chipala que cae sobre la formación frontal y escurre hacia el subsuelo.
17. Salón de la pila bautismal o del baptisterio: Llamada así porque en tiempo de lluvias la filtración forma una pila bautismal. Este salón es particularmente interesante porque son sus 70 metros de altura es el más alto.
18. Salón de las palmeras: Aquí las estalagmitas semejan troncos de palmeras. En este lugar se observa un fenómeno conocido con el nombre de erosión eólica.
19. Salón de la gloria y el infierno: Debido a la iluminación, las formaciones semejan de la virgen de Guadalupe, una iglesia y la cara del diablo. [4]

## Deforestación
La vegetación predominante dentro del parque es la selva baja caducifolia. Cubre una extensión que representa 72.3% de la superficie total.
Se estima que de esta superficie, el 41% requiere prácticas de reforestación en mayor o en menor grado, principalmente en áreas sobre las grutas y en los alrededores del nacimiento del Río Amacuzac. 
Solo a través de un manejo diferencial, tanto de los recursos  como de las subzonas que conforman el Parque, será posible controlar y erradicar la tala clandestina, así como rehabilitar y conservar, según se requiere, cada recurso dentro del parque. (cifras al 2006)

## Cambio en el uso del suelo
Cerca de 17.4% de la superficie total del Parque es utilizada con fines agropecuarios; superficie que conforme transcurre el tiempo se incrementa. El problema se representa cuando, a falta de terrenos aptos para el cultivo, comienzan a ser utilizadas zonas de pendiente pronunciada, ocasionando así la pérdida de la vegetación original y los efectos de la erosión. Así sucede en las faldas, con orientación al este, de los cerros La Silla, Las Bocas, La Corona y la falda sur del cerro El Jumil, mismo que sólo podrá ser atendido si al parque se le administra bajo un criterio de manejo diferencial de acuerdo con los recursos y subzonas. 
El suelo presenta potencial forestal y ganadero; para la agricultura su potencial es bajo. Es necesario que se tomen medidas consientes para conservación de suelos, agua, que las áreas mayores de 12% de pendiente se dediquen exclusivamente a la ganadería o la fruticultura. (cifras al 2006)
Área esencial para los habitantes de la zona, ya que esta aporta diversos beneficios ecosistémicos, como la regulación del clima, captura del carbono y producción de oxígeno. 
Creación de suplementos alimenticios y la obtención de recursos económicos a través de la recreación y el turismo (principales actividades generadoras de ingresos para los habitantes)
En cuanto a las especies empleadas en la medicina tradicional, por lo regular se recurre más a los vegetales que la fauna silvestre. Aun así, las especies animales utilizadas con fines medicinales de la región son: Nasua narica (Tejón) y Dasypus novemcinctus (armadillo). En algunas localidades también se recurre a reptiles como Crotalus sp. (víbora de cascabel).

### Prestación de servicios al turismo
El Parque Nacional tiene un importante potencial socioeconómico y turístico que no ha sido aprovechado, pues anualmente sólo genera diez millones de pesos. Se calcula que el parque es visitado por 350 mil turistas locales, nacionales y extranjeros, de acuerdo con la información aportada por guías y personal administrativo; esto significa que cada turista, en promedio, gasta únicamente 25 pesos en el área (enero 2006)

## Escalada

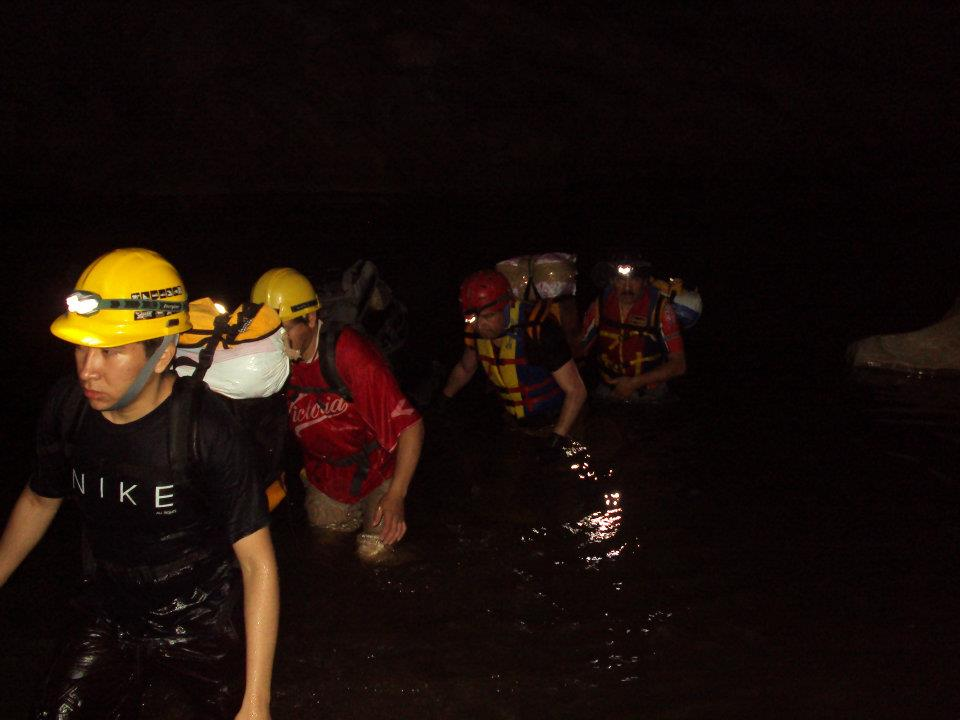
Escaladores profesionales en los ríos subterráneos de las grutas.

Dentro del parque en las bocas de los ríos subterráneos se puede practicar la escalada deportiva, esta zona fue equipada entre otros por los escaladores Arcadí Artis, Ulises Fierro, Emiliano Fernández, Diego López, Adizain Lemus y otros. Los grados varían desde 10´s hasta proyectos no abiertos, existen alrededor de 40 vías equipadas. Se puede escalar todo el año a excepción de la temporada de lluvias.